# قضاء دهوك
قضاء دهوك هو أحد أقضية محافظة دهوك في العراق وتعد مدينة دهوك مركز هذا القضاء ومركز المحافظة ويقع هذا القضاء في وسط سلاسل من الجبال، حيث من الشمال تحده سلسلة جبال الأبيض ومن الجنوب جبال الأسود يمر في وسط المدينة نهران صغيران أولهما ينبع من قرية خازيافا في الشمال ويتجه نحو الجنوب وقد بني عليه سد في وادي دهوك عام 1980 أما النهر الثاني وهو نهر هشكرو ينبع من مكان قريب لقرية بري بهاري في الشمال ويتوجه جنوبا حيث يتوحد مع النهر الأول في أقصى جنوب غرب المدنية. ويستفاد منها لري المزارع والحقول ويتبع إلى هذا القضاء ناحيتين هما ناحية زاويتة وناحية مانكيشك.